# Aeonium percarneum
Aeonium percarneum és una espècie de planta tropical amb fulles suculentes del gènere Aeonium de la família de les Crassulàcies. Pertany al grup d'espècies arbustives ramificades, essent un arbust vigorós i erecte de fins a 1 m d'alçada.

## Descripció
Les branques són gruixudes, divaricades i llises. Les fulles es disposen en rosetes majors de 5 cm, són glabres i posseeixen cilis corbs a les vores. Són carnoses i de color verd glauc a morat. Els tall floral és molt frondós i les flors són de color rosat o blanc amb llistes rosades, i 9-partides. El calze de les flors és pubescent.

## Distribució

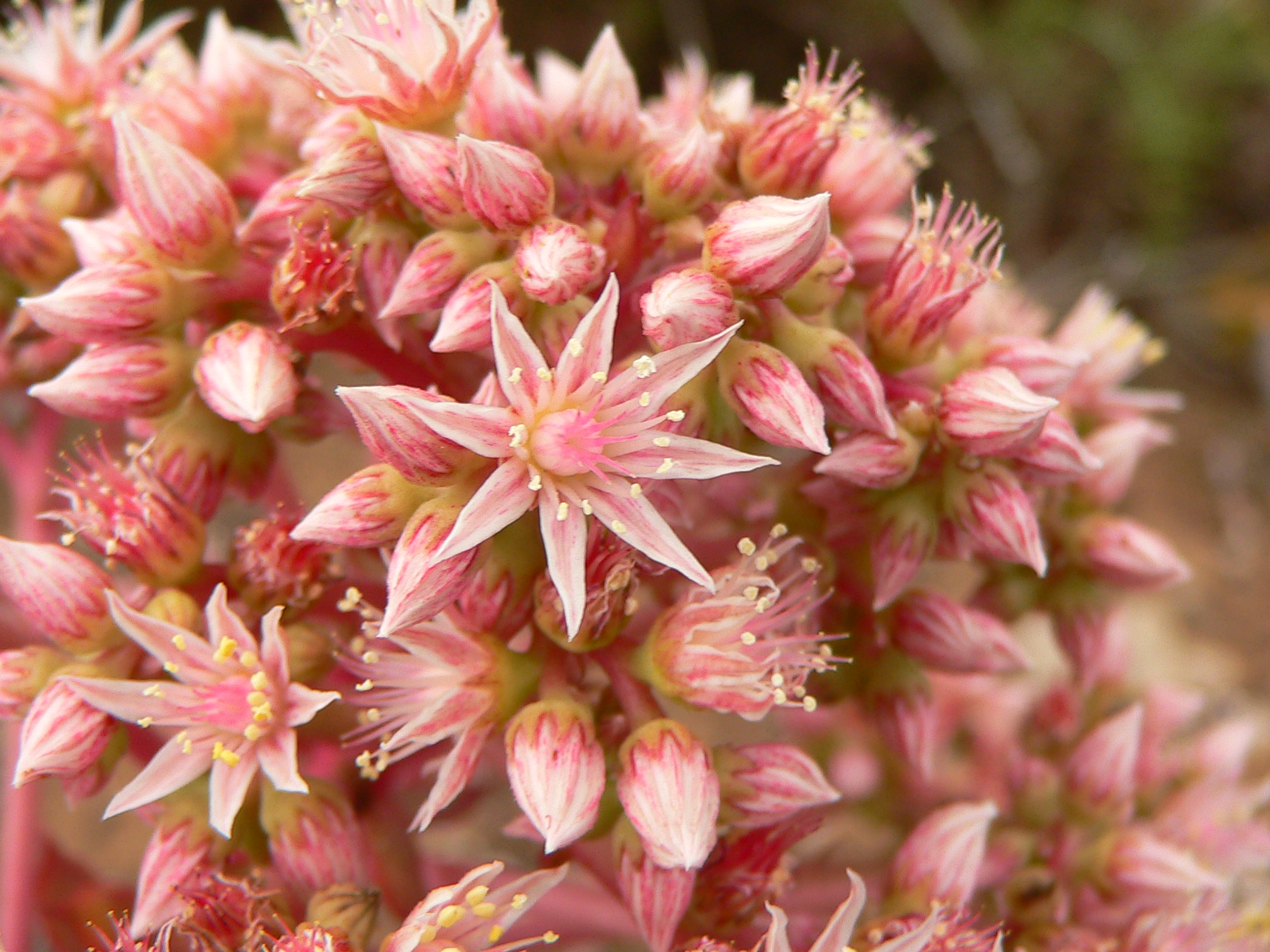
Inflorescència

És un xeròfit endèmic de Gran Canària a les Illes Canàries. A Gran Canària es troba a la Regió Nord i central de l'illa, als vessants rocosos a les zones seques i forestals, de 200 a 1.500 m, a Cuesta de Silva, Bandama, Santa Brígida, etc. És molt comuna localment.

## Taxonomia
Aeonium percarneum va ser descrita per (Murray) Pit. i Proust. i publicada a Iles Canaries 191. 1909.

### Etimologia
- Aeonium: nom genèric del llatí aeonium, aplicat per Dioscòrides a una planta crassa, probablement derivat del grec aionion, que significa "sempre viva".[2]
- percarneum: epítet que deriva de les paraules llatines per, que significa "complet o molt" i carnus, que significa "carn", podent fer referència a la vora de les fulles que sol tenir un color vermellós.[4]

#### Sinonímia
- Aeonium percarneum var. guiaense G.Kunkel
- Aldasorea percarnea (R.P.Murray) F.Haage & M.Schmidt
- Sempervivum percarneum R.P.Murray
- Sempervivum percarneum Murray[5]